# Brian Gabriel Flores
Brian Gabriel Flores (Estados Unidos; 25 de agosto de 2003) es un futbolista puertorriqueño nacido en Estados Unidos. Juega de defensa. Es internacional absoluto por la selección de Puerto Rico desde 2022.

## Trayectoria
Formado en las inferiores del New York City FC, Flores firmó contrato con el equipo reserva del club de la MLS Next Pro en marzo de 2023.

## Selección nacional
Nacido en Estados Unidos, descendiente puertorriqueño y de padre ecuatoriano. Flores debutó por la selección de Puerto Rico el 12 de junio de 2022 ante las Islas Vírgenes Británicas.

## Estadísticas
Actualizado al último partido disputado el 15 de mayo de 2023.
| Club                            | Div.          | Temporada     | Liga  | Liga  | Copas nacionales | Copas nacionales | Copas internacionales | Copas internacionales | Total | Total |
| Club                            | Div.          | Temporada     | Part. | Goles | Part.            | Goles            | Part.                 | Goles                 | Part. | Goles |
| ------------------------------- | ------------- | ------------- | ----- | ----- | ---------------- | ---------------- | --------------------- | --------------------- | ----- | ----- |
| New York City II Estados Unidos | 3.ª           | 2022          | 8     | 0     | —                | —                | —                     | —                     | 8     | 0     |
| New York City II Estados Unidos | 3.ª           | 2023          | 2     | 0     | —                | —                | —                     | —                     | 2     | 0     |
| New York City II Estados Unidos | Total club    | Total club    | 10    | 0     | 0                | 0                | 0                     | 0                     | 10    | 0     |
| Total carrera                   | Total carrera | Total carrera | 10    | 0     | 0                | 0                | 0                     | 0                     | 10    | 0     |